# الدور المزعوم للسعودية في هجمات 11 سبتمبر

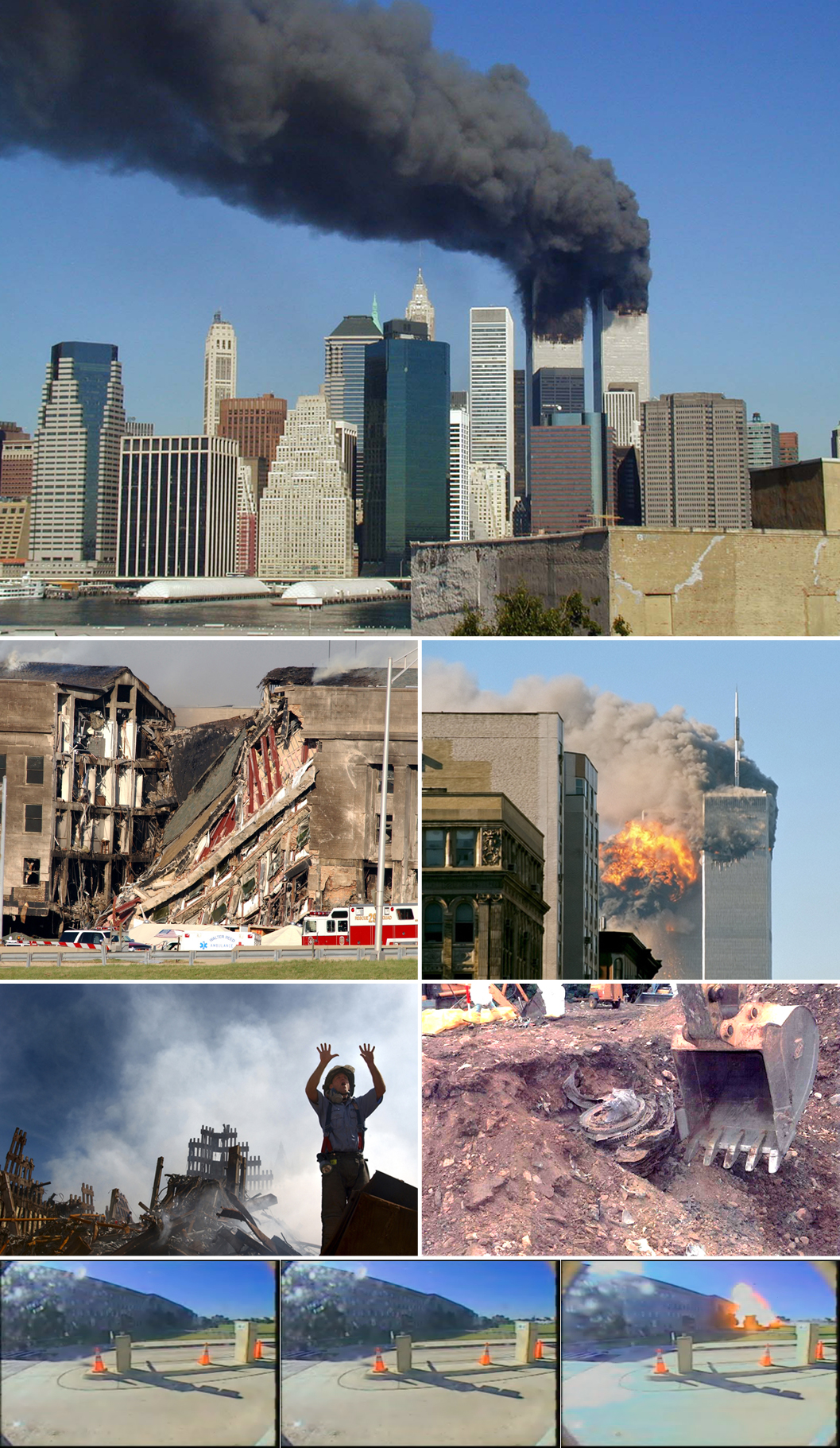
أحداث 11 سبتمبر 2001.

الدور السعودي المزعوم في هجمات 11 أيلول / سبتمبر اكتسب اهتماما جديدا بعدما طلب أعضاء ورؤساء سابقين في مجلس الشيوخ الأمريكي التحقيق في هجمات 11 سبتمبرا من المواطنين السعوديين.
| الجنسية    | العدد |
| ---------- | ----- |
| السعودية   | 15    |
| الإماراتية | 2     |
| المصرية    | 1     |
| اللبنانية  | 1     |

## الملف 17
في يوليو 2016، رفعت واشنطن السرية عن وثيقة أمريكية أعدّها المحققان الأميركيان دانا ليسمان ومايكل جاكوبسون وهي معروفة بـ «الوثيقة 17»، تتضمن معلومات عن أكثر من 10 شخصاً منهم فهد الثميري وعمر البيومي وأسامة باسنان، ومحضار عبد الله، مُشتبه في وساطتهم بين الحكومة السعودية وخاطفي الطائرات.
وقال سيناتور الولايات المتحدة الديموقراطي السابق بوب غراهام، إن «الكثير من المعلومات التي تضمنها الملف 17 تعتمد على ما هو وارد في التقرير السري الـ 28 صفحة». زاعمًا أن الخاطفين الذين نفذوا هجمات سبتمبر تلقوا دعمًا من المخابرات السعودية عندما كانوا في الولايات المتحدة.

## ما بعد الحادثة
نفت السعودية منذ فترة طويلة أي صلة رسمية لها بهجمات 11 سبتمبر. في حين رفع أقارب الضحايا دعوى قضائية جماعية على بعض الجمعيات الخيرية السعودية وجهات حكومية في السعودية سعياً لتحميلهم المسؤولية القانونية. لكن هذه الجهود قد أحبطت جزئيا من خلال قانون الحصانة السيادية الأجنبية الصادر عام 1976،
يقول أستاذ العلوم السياسية غودت بهجت [الإنجليزية]، في أعقاب هجمات 11 سبتمبر، إن ما يسمى بـ «السياسة السعودية لتعزيز الإرهاب وتمويل الكراهية» واجه نقدا قويا من قبل العديد من «صانعي القرارات المؤثرين وذوي النفوذ في واشنطن».

## تحذيرات الحكومة السعودية
حذرت الحكومة السعودية في مارس 2016 على لسان وزير خارجيتها عادل الجبير ببيع ما يقدر ب750 مليار دولار من الأصول السعودية في أمريكا إذا أقر الكونجرس الأمريكي مشروع قانون يحمل المملكة المسؤولية عن $1أي دور في الهجمات. وهناك بعض المخاوف من أن رد فعل السعودية قد يزعزع استقرار دولار  وحذر أوباما من «العواقب غير المقصودة»، في حين يعتقد محللو إقتصاد السعودية أن هذا الإجراء سيضر بالحكومة السعودية أيضاً.
أيد بيرني ساندرز وهيلاري كلينتون تشريع يسمح لأسر ضحايا هجمات 11 سبتمبر أيلول بمقاضاة السعودية. وفي 17 مايو 2016 وافق مجلس الشيوخ الأمريكي علی مشروع قانون يتيح لضحايا 11 سبتمبر مقاضاة السعودية للمطالبة بتعويضات. يتعارض هذا مشروع القانون مع قانون حصانات السيادة الأجنبية الصادر عام 1976 وهو قانون الذي يعطي الحكومات الأجنبية الحصانة من الملاحقة القضائية في المحاكم الأمريكية.